# Primer ministre de França
A França, el primer ministre és el cap de govern de la Cinquena República. Aquesta funció succeí a la de president del Consell.
França és, tècnicament parlant, una república constitucional parlamentària amb influències presidencialistes. Això significa que el poder executiu està compartit entre el President de la República i el Primer Ministre. En conseqüència, es parla de règim semipresidencial.

## Llista de Presidents del Consell
|                                 | President del Consell                             | Inici                  | Fi                     | Partit  |
| ------------------------------- | ------------------------------------------------- | ---------------------- | ---------------------- | ------- |
| Restauració                     | Charles-Maurice de Talleyrand-Périgord            | 9 de juliol de 1815    | 26 de setembre de 1815 |         |
| Restauració                     | Armand-Emmanuel du Plessis, Duc de Richelieu      | 26 de setembre de 1815 | 29 de desembre de 1818 |         |
| Restauració                     | Jean-Joseph, Marchese Dessolles                   | 29 de desembre de 1818 | 19 de novembre de 1819 |         |
| Restauració                     | Élie, comte Decazes                               | 19 de novembre de 1819 | 20 de febrer de 1820   |         |
| Restauració                     | Armand-Emmanuel du Plessis, Duc de Richelieu      | 20 de febrer de 1820   | 14 de desembre de 1821 |         |
| Restauració                     | Jean-Baptiste, comte de Villèle                   | 14 de desembre de 1821 | 4 de gener de 1828     |         |
| Restauració                     | vacant                                            | 4 de gener de 1828     | 8 d'agost de 1829      |         |
| Restauració                     | Jules, príncep de Polignac                        | 8 d'agost de 1829      | 29 de juliol de 1830   |         |
| Regnat de Lluís Felip d'Orleans | Victor, duc de Broglie                            | 13 d'agost de 1830     | 2 de novembre de 1830  |         |
| Regnat de Lluís Felip d'Orleans | Jacques Laffitte                                  | 2 de novembre de 1830  | 13 de març de 1831     |         |
| Regnat de Lluís Felip d'Orleans | Casimir Pierre Périer                             | 13 de març de 1831     | 16 de maig de 1832     |         |
| Regnat de Lluís Felip d'Orleans | Nicolas Jean de Dieu Soult,                       | 11 d'octubre de 1832   | 18 de juliol de 1834   |         |
| Regnat de Lluís Felip d'Orleans | Etienne-Maurice, Comte Gérard                     | 18 de juliol de 1834   | 10 de novembre de 1834 |         |
| Regnat de Lluís Felip d'Orleans | Hugues Maret                                      | 10 de novembre de 1834 | 18 de novembre de 1834 |         |
| Regnat de Lluís Felip d'Orleans | Edouard Mortiero                                  | 18 de novembre de 1834 | 12 de març de 1835     |         |
| Regnat de Lluís Felip d'Orleans | Victor, duc de Broglie                            | 12 de març de 1835     | 22 de febrer de 1836   |         |
| Regnat de Lluís Felip d'Orleans | Adolphe Thiers                                    | 22 de febrer de 1836   | 6 de setembre de 1836  |         |
| Regnat de Lluís Felip d'Orleans | Louis, comte Molé                                 | 6 de setembre de 1836  | 31 de març de 1839     |         |
| Regnat de Lluís Felip d'Orleans | Nicolas Jean de Dieu Soult                        | 12 de maig de 1839     | 1 de març de 1840      |         |
| Regnat de Lluís Felip d'Orleans | Adolphe Thiers                                    | 1 de març de 1840      | 29 d'octubre de 1840   |         |
| Regnat de Lluís Felip d'Orleans | Nicolas Jean de Dieu Soult                        | 29 d'octubre de 1840   | 19 de setembre de 1847 |         |
| Regnat de Lluís Felip d'Orleans | François Guizot                                   | 19 de setembre de 1847 | 23 de febrer de 1848   |         |
| Regnat de Lluís Felip d'Orleans | Louis, comte Molé                                 | 23 de febrer de 1848   | 24 de febrer de 1848   |         |
| Regnat de Lluís Felip d'Orleans | Adolphe Thiers                                    | 24 de febrer de 1848   | 24 de febrer de 1848   |         |
| Segona República Francesa       | Jacques-Charles Dupont de l'Eure                  | 24 de febrer de 1848   | 9 de maig de 1848      |         |
| Segona República Francesa       | vacant                                            | 10 de maig de 1848     | 24 de juny de 1848     |         |
| Segona República Francesa       | Louis-Eugène Cavaignac                            | 28 de juny de 1848     | 20 de desembre de 1848 |         |
| Segona República Francesa       | Odilon Barrot                                     | 20 de desembre de 1848 | 31 d'octubre de 1849   |         |
| Segona República Francesa       | vacant                                            | 31 d'octubre de 1849   | 1851                   |         |
| Segon Imperi Francès            | Cap de iure                                       | 1851                   | 1870                   |         |
| Segon Imperi Francès            | Émile Ollivier                                    | 2 de gener de 1870     | 9 d'agost de 1870      |         |
| Segon Imperi Francès            | Charles Cousin-Montauban, comte de Palikao        | 9 d'agost de 1870      | 4 de setembre de 1870  |         |
| Govern Provisional              | Louis-Jules Trochu                                | 4 de setembre de 1870  | 18 de febrer de 1871   |         |
| Tercera República Francesa      | Jules Dufaure                                     | 19 de febrer de 1871   | 24 de maig de 1873     |         |
| Tercera República Francesa      | Albert, duc de Broglie                            | 25 de maig de 1873     | 22 de maig de 1874     |         |
| Tercera República Francesa      | Ernest Courtot de Cissey                          | 22 de maig de 1874     | 10 de març de 1875     |         |
| Tercera República Francesa      | Louis Buffet                                      | 10 de març de 1875     | 23 de febrer de 1876   |         |
| Tercera República Francesa      | Jules Dufaure                                     | 23 de febrer de 1876   | 12 de desembre de 1876 |         |
| Tercera República Francesa      | Jules Simon                                       | 12 de desembre de 1876 | 17 de maig de 1877     |         |
| Tercera República Francesa      | Albert, duc de Broglie                            | 17 de maig de 1877     | 23 de novembre de 1877 |         |
| Tercera República Francesa      | Gaëtan de Rochebouët                              | 23 de novembre de 1877 | 13 de desembre de 1877 |         |
| Tercera República Francesa      | Jules Dufaure                                     | 13 de desembre de 1877 | 4 de febrer de 1879    |         |
| Tercera República Francesa      | William Waddington                                | 4 de febrer de 1879    | 28 de desembre de 1879 |         |
| Tercera República Francesa      | Charles de Freycinet                              | 28 de desembre de 1879 | 23 de setembre de 1880 |         |
| Tercera República Francesa      | Jules Ferry                                       | 23 de setembre de 1880 | 14 de novembre de 1881 |         |
| Tercera República Francesa      | Léon Gambetta                                     | 14 de novembre de 1881 | 30 de gener de 1882    |         |
| Tercera República Francesa      | Charles de Freycinet                              | 30 de gener de 1882    | 7 d'agost de 1882      |         |
| Tercera República Francesa      | Charles Duclerc                                   | 7 d'agost de 1882      | 29 de gener de 1883    |         |
| Tercera República Francesa      | Armand Fallières                                  | 29 de gener de 1883    | 21 de febrer de 1883   |         |
| Tercera República Francesa      | Jules Ferry                                       | 21 de febrer de 1883   | 6 d'abril de 1885      |         |
| Tercera República Francesa      | Henri Brisson                                     | 6 d'abril de 1885      | 7 de gener de 1886     |         |
| Tercera República Francesa      | Charles de Freycinet                              | 7 de gener de 1886     | 16 de desembre de 1886 |         |
| Tercera República Francesa      | René Goblet                                       | 16 de desembre de 1886 | 30 de maig de 1887     |         |
| Tercera República Francesa      | Maurice Rouvier                                   | 30 de maig de 1887     | 12 de desembre de 1887 |         |
| Tercera República Francesa      | Pierre Tirard                                     | 12 de desembre de 1887 | 3 d'abril de 1888      |         |
| Tercera República Francesa      | Charles Floquet                                   | 3 d'abril de 1888      | 22 de febrer de 1889   |         |
| Tercera República Francesa      | Pierre Tirard                                     | 22 de febrer de 1889   | 17 de març de 1890     |         |
| Tercera República Francesa      | Charles de Freycinet                              | 17 de març de 1890     | 27 de febrer de 1892   |         |
| Tercera República Francesa      | Émile Loubet                                      | 27 de febrer de 1892   | 6 de desembre de 1892  |         |
| Tercera República Francesa      | Alexandre Ribot                                   | 6 de desembre de 1892  | 4 d'abril de 1893      |         |
| Tercera República Francesa      | Charles Dupuy                                     | 4 d'abril de 1893      | 3 de desembre de 1893  |         |
| Tercera República Francesa      | Jean Casimir-Périer                               | 3 de desembre de 1893  | 30 de maig de 1894     |         |
| Tercera República Francesa      | Charles Dupuy                                     | 30 de maig de 1894     | 26 de gener de 1895    |         |
| Tercera República Francesa      | Alexandre Ribot                                   | 26 de gener de 1895    | 1 de novembre de 1895  |         |
| Tercera República Francesa      | Léon Bourgeois                                    | 1 de novembre de 1895  | 29 d'abril de 1896     |         |
| Tercera República Francesa      | Jules Méline                                      | 29 d'abril de 1896     | 28 de juny de 1898     |         |
| Tercera República Francesa      | Henri Brisson                                     | 28 de juny de 1898     | 1 de novembre de 1898  |         |
| Tercera República Francesa      | Charles Dupuy                                     | 1 de novembre de 1898  | 22 de juny de 1899     |         |
| Tercera República Francesa      | René Waldeck-Rousseau                             | 22 de juny de 1899     | 7 de juny de 1902      |         |
| Tercera República Francesa      | Émile Combes                                      | 7 de juny de 1902      | 24 de gener de 1905    | Radical |
| Tercera República Francesa      | Maurice Rouvier                                   | 24 de gener de 1905    | 12 de març de 1906     |         |
| Tercera República Francesa      | Ferdinand Sarrien                                 | 12 de març de 1906     | 25 d'octubre de 1906   |         |
| Tercera República Francesa      | Georges Clemenceau                                | 25 d'octubre de 1906   | 24 de juliol de 1909   | Radical |
| Tercera República Francesa      | Aristide Briand                                   | 24 de juliol de 1909   | 2 de març de 1911      | SFIO    |
| Tercera República Francesa      | Ernest Monis                                      | 2 de març de 1911      | 27 de juny de 1911     |         |
| Tercera República Francesa      | Joseph Caillaux                                   | 27 de juny de 1911     | 21 de gener de 1912    |         |
| Tercera República Francesa      | Raymond Poincaré                                  | 21 de gener de 1912    | 21 de gener de 1913    | PDR     |
| Tercera República Francesa      | Aristide Briand                                   | 21 de gener de 1913    | 22 de març de 1913     | PRS     |
| Tercera República Francesa      | Louis Barthou                                     | 22 de març de 1913     | 9 de desembre de 1913  |         |
| Tercera República Francesa      | Gaston Doumergue                                  | 9 de desembre de 1913  | 9 de juny de 1914      |         |
| Tercera República Francesa      | Alexandre Ribot                                   | 9 de juny de 1914      | 13 de juny de 1914     |         |
| Tercera República Francesa      | René Viviani                                      | 13 de juny de 1914     | 29 d'octubre de 1915   |         |
| Tercera República Francesa      | Aristide Briand                                   | 29 d'octubre de 1915   | 20 de març de 1917     | PRS     |
| Tercera República Francesa      | Alexandre Ribot                                   | 20 de març de 1917     | 12 de setembre de 1917 |         |
| Tercera República Francesa      | Paul Painlevé                                     | 12 de setembre de 1917 | 16 de novembre de 1917 | PRS     |
| Tercera República Francesa      | Georges Clemenceau                                | 16 de novembre de 1917 | 20 de gener de 1920    | Radical |
| Tercera República Francesa      | Alexandre Millerand                               | 20 de gener de 1920    | 24 de setembre de 1920 |         |
| Tercera República Francesa      | Georges Leygues                                   | 24 de setembre de 1920 | 16 de gener de 1921    |         |
| Tercera República Francesa      | Aristide Briand                                   | 16 de gener de 1921    | 15 de gener de 1922    | PRS     |
| Tercera República Francesa      | Raymond Poincaré                                  | 15 de gener de 1922    | 8 de juny de 1924      | PDR     |
| Tercera República Francesa      | Frédéric François-Marsal                          | 8 de juny de 1924      | 15 de juny de 1924     |         |
| Tercera República Francesa      | Édouard Herriot                                   | 15 de juny de 1924     | 17 d'abril de 1925     | Radical |
| Tercera República Francesa      | Paul Painlevé                                     | 17 d'abril de 1925     | 28 de novembre de 1925 | PRS     |
| Tercera República Francesa      | Aristide Briand                                   | 28 de novembre de 1925 | 20 de juliol de 1926   | PRS     |
| Tercera República Francesa      | Édouard Herriot                                   | 20 de juliol de 1926   | 23 de juliol de 1926   | Radical |
| Tercera República Francesa      | Raymond Poincaré                                  | 23 de juliol de 1926   | 29 de juliol de 1929   | PDR     |
| Tercera República Francesa      | Aristide Briand                                   | 29 de juliol de 1929   | 2 de novembre de 1929  | PRS     |
| Tercera República Francesa      | André Tardieu                                     | 2 de novembre de 1929  | 21 de febrer de 1930   |         |
| Tercera República Francesa      | Camille Chautemps                                 | 21 de febrer de 1930   | 2 de març de 1930      | Radical |
| Tercera República Francesa      | André Tardieu                                     | 2 de març de 1930      | 31 de desembre de 1930 |         |
| Tercera República Francesa      | Théodore Steeg                                    | 31 de desembre de 1930 | 27 de gener de 1931    |         |
| Tercera República Francesa      | Pierre Laval                                      | 27 de gener de 1931    | 20 de febrer de 1932   |         |
| Tercera República Francesa      | André Tardieu                                     | 20 de febrer de 1932   | 3 de juny de 1932      |         |
| Tercera República Francesa      | Édouard Herriot                                   | 3 de juny de 1932      | 18 de desembre de 1932 | Radical |
| Tercera República Francesa      | Joseph Paul-Boncour                               | 18 de desembre de 1932 | 31 de gener de 1933    | PDRS    |
| Tercera República Francesa      | Édouard Daladier                                  | 31 de gener de 1933    | 26 d'octubre de 1933   | Radical |
| Tercera República Francesa      | Albert Sarraut                                    | 26 d'octubre de 1933   | 26 de novembre de 1933 | Radical |
| Tercera República Francesa      | Camille Chautemps                                 | 26 de novembre de 1933 | 30 de gener de 1934    | Radical |
| Tercera República Francesa      | Édouard Daladier                                  | 30 de gener de 1934    | 9 de febrer de 1934    | Radical |
| Tercera República Francesa      | Gaston Doumergue                                  | 9 de febrer de 1934    | 8 de novembre de 1934  | Radical |
| Tercera República Francesa      | Pierre-Étienne Flandin                            | 8 de novembre de 1934  | 1 de juny de 1935      |         |
| Tercera República Francesa      | Fernand Bouisson                                  | 1 de juny de 1935      | 7 de juny de 1935      |         |
| Tercera República Francesa      | Pierre Laval                                      | 7 de juny de 1935      | 24 de gener de 1936    |         |
| Tercera República Francesa      | Albert Sarraut                                    | 24 de gener de 1936    | 4 de juny de 1936      | Radical |
| Tercera República Francesa      | Léon Blum                                         | 4 de juny de 1936      | 22 de juny de 1937     | SFIO    |
| Tercera República Francesa      | Camille Chautemps                                 | 22 de juny de 1937     | 13 de març de 1938     | Radical |
| Tercera República Francesa      | Léon Blum                                         | 13 de març de 1938     | 10 d'abril de 1938     | SFIO    |
| Tercera República Francesa      | Édouard Daladier                                  | 10 d'abril de 1938     | 21 de març de 1940     | Radical |
| Tercera República Francesa      | Paul Reynaud                                      | 21 de març de 1940     | 16 de juny de 1940     | AD      |
| Tercera República Francesa      | Philippe Pétain                                   | 16 de juny de 1940     | 11 de juliol de 1940   |         |
| França de Vichy                 | Pierre Laval (Vice Premier sota Pétain)           | 11 de juliol de 1940   | 13 de desembre de 1940 |         |
| França de Vichy                 | Pierre-Étienne Flandin (Vice Premier sota Pétain) | 13 de desembre de 1940 | 9 de febrer de 1941    |         |
| França de Vichy                 | François Darlan (Vice Premier sota Pétain)        | 9 de febrer de 1941    | 18 d'abril de 1942     |         |
| França de Vichy                 | Pierre Laval                                      | 18 d'abril de 1942     | 17 d'agost de 1944     |         |
| Govern Provisional              | Charles de Gaulle                                 | 3 de juny de 1944      | 26 de gener de 1946    |         |
| Govern Provisional              | Félix Gouin                                       | 26 de gener de 1946    | 24 de juny de 1946     | SFIO    |
| Govern Provisional              | Georges Bidault                                   | 24 de juny de 1946     | 16 de desembre de 1946 | MRP     |
| Govern Provisional              | Léon Blum                                         | 16 de desembre de 1946 | 16 de gener de 1947    | SFIO    |
| Quarta República Francesa       | Paul Ramadier                                     | 22 de gener de 1947    | 24 de novembre de 1947 | SFIO    |
| Quarta República Francesa       | Robert Schuman                                    | 24 de novembre de 1947 | 26 de juliol de 1948   | MRP     |
| Quarta República Francesa       | André Marie                                       | 26 de juliol de 1948   | 5 de setembre de 1948  | Radical |
| Quarta República Francesa       | Robert Schuman                                    | 5 de setembre de 1948  | 11 de setembre de 1948 | MRP     |
| Quarta República Francesa       | Henri Queuille                                    | 11 de setembre de 1948 | 28 d'octubre de 1949   | Radical |
| Quarta República Francesa       | Georges Bidault                                   | 28 d'octubre de 1949   | 2 de juliol de 1950    | MRP     |
| Quarta República Francesa       | Henri Queuille                                    | 2 de juliol de 1950    | 12 de juliol de 1950   | Radical |
| Quarta República Francesa       | René Pleven                                       | 12 de juliol de 1950   | 10 de març de 1951     | UDSR    |
| Quarta República Francesa       | Henri Queuille                                    | 10 de març de 1951     | 11 d'agost de 1951     | Radical |
| Quarta República Francesa       | René Pleven                                       | 11 d'agost de 1951     | 20 de gener de 1952    | UDSR    |
| Quarta República Francesa       | Edgar Faure                                       | 20 de gener de 1952    | 8 de març de 1952      | Radical |
| Quarta República Francesa       | Antoine Pinay                                     | 8 de març de 1952      | 8 de gener de 1953     | CNIP    |
| Quarta República Francesa       | René Mayer                                        | 8 de gener de 1953     | 27 de juny de 1953     | Radical |
| Quarta República Francesa       | Joseph Laniel                                     | 27 de juny de 1953     | 18 de juny de 1954     | CNIP    |
| Quarta República Francesa       | Pierre Mendès-France                              | 18 de juny de 1954     | 23 de febrer de 1955   | Radical |
| Quarta República Francesa       | Edgar Faure                                       | 23 de febrer de 1955   | 31 de gener de 1956    | Radical |
| Quarta República Francesa       | Guy Mollet                                        | 31 de gener de 1956    | 12 de juny de 1957     | SFIO    |
| Quarta República Francesa       | Maurice Bourgès-Maunoury                          | 12 de juny de 1957     | 6 de novembre de 1957  | Radical |
| Quarta República Francesa       | Félix Gaillard                                    | 6 de novembre de 1957  | 13 de maig de 1958     | Radical |
| Quarta República Francesa       | Pierre Pflimlin                                   | 13 de maig de 1958     | 1 de juny de 1958      | MRP     |
| Quarta República Francesa       | Charles de Gaulle                                 | 1 de juny de 1958      | 8 de gener de 1959     | UNR     |

## Llista de Primers ministres
|                             | Primer ministre           | Inici                 | Fi                    | Partit                                        |
| --------------------------- | ------------------------- | --------------------- | --------------------- | --------------------------------------------- |
| Cinquena República Francesa | Michel Debré              | 8 de gener de 1959    | 14 d'abril de 1962    | UNR                                           |
| Cinquena República Francesa | Georges Pompidou          | 14 d'abril de 1962    | 10 de juliol de 1968  | UNR                                           |
| Cinquena República Francesa | Maurice Couve de Murville | 10 de juliol de 1968  | 20 de juny de 1969    | UDR                                           |
| Cinquena República Francesa | Jacques Chaban-Delmas     | 20 de juny de 1969    | 6 de juliol de 1972   | UDR                                           |
| Cinquena República Francesa | Pierre Messmer            | 6 de juliol de 1972   | 27 de maig de 1974    | UDR                                           |
| Cinquena República Francesa | Jacques Chirac            | 27 de maig de 1974    | 26 d'agost de 1976    | UDR                                           |
| Cinquena República Francesa | Raymond Barre             | 26 d'agost de 1976    | 21 de maig de 1981    | UDF                                           |
| Cinquena República Francesa | Pierre Mauroy             | 21 de maig de 1981    | 17 de juliol de 1984  | PS                                            |
| Cinquena República Francesa | Laurent Fabius            | 17 de juliol de 1984  | 20 de març de 1986    | PS                                            |
| Cinquena República Francesa | Jacques Chirac            | 20 de març de 1986    | 10 de maig de 1988    | RPR                                           |
| Cinquena República Francesa | Michel Rocard             | 10 de maig de 1988    | 15 de maig de 1991    | PS                                            |
| Cinquena República Francesa | Édith Cresson             | 15 de maig de 1991    | 2 d'abril de 1992     | PS                                            |
| Cinquena República Francesa | Pierre Bérégovoy          | 2 d'abril de 1992     | 29 de març de 1993    | PS                                            |
| Cinquena República Francesa | Édouard Balladur          | 29 de març de 1993    | 18 de maig de 1995    | RPR                                           |
| Cinquena República Francesa | Alain Juppé               | 18 de maig de 1995    | 3 de juny de 1997     | RPR                                           |
| Cinquena República Francesa | Lionel Jospin             | 3 de juny de 1997     | 6 de maig de 2002     | PS                                            |
| Cinquena República Francesa | Jean-Pierre Raffarin      | 6 de maig de 2002     | 31 de maig de 2005    | UMP                                           |
| Cinquena República Francesa | Dominique de Villepin     | 31 de maig de 2005    | 17 de maig de 2007    | UMP                                           |
| Cinquena República Francesa | François Fillon           | 17 de maig de 2007    | 15 de maig de 2012    | UMP                                           |
| Cinquena República Francesa | Jean-Marc Ayrault         | 15 de maig de 2012    | 31 de març de 2014    | PS                                            |
| Cinquena República Francesa | Manuel Valls              | 31 de març de 2014    | 6 de desembre de 2016 | PS                                            |
| Cinquena República Francesa | Bernard Cazeneuve         | 6 de desembre de 2016 | 14 de maig de 2017    | PS                                            |
| Cinquena República Francesa | Édouard Philippe          | 14 de maig de 2017    | 3 de juliol de 2020   | LR                                            |
| Cinquena República Francesa | Jean Castex               | 3 de juliol del 2020  | 16 de maig de 2022    | Divers droite i després La República en Marxa |
| Cinquena República Francesa | Élisabeth Borne           | 16 de maig de 2022    | 9 de gener de 2024    | La República en Marxa                         |
| Cinquena República Francesa | Gabriel Attal             | 9 de gener de 2024    | 5 de setembre de 2024 | La República en Marxa                         |
| Cinquena República Francesa | Michel Barnier            | 5 de setembre de 2024 | 4 de desembre de 2024 | Els Republicans                               |